# Doris Wiredu
Doris Frema Wiredu (née le 1er février 1964) est une sprinteuse ghanéenne.

## Carrière
Doris Wiredu remporte la médaille d'or du 100 mètres et deux médailles d'argent en relais 4 x 100 mètres et en relais 4 x 400 mètres aux Championnats d'Afrique de 1984. 
Elle participe la même année au 100 mètres et au relais 4 × 100 mètres féminin des Jeux olympiques de Los Angeles, sans atteindre la finale.
Elle est médaillée d'or du 4 x 100 mètres et médaillée d'argent du 100 mètres et du 400 mètres et médaillée de bronze du 4 x 400 mètres aux Championnats d'Afrique de 1985.